# 스피시즈 8472
스피시즈 8472(영어: Species 8472)는 스타 트렉에서 보그에 대항할 수 있는 유일한 종족이다. 때문에 보그도 이 종족만은 동화에 실패하였다.(보그의 말에 따르면, 8472의 저항이 예상보다 거셌다고 한다.)
이들은 바이오 쉽(bioship, 생체 함선)을 가지고 있으며 1척당 8472 1명이 탑승한다. 우리가 알고있는 우주가 아닌 전혀 다른 우주, 즉 별이 없고, 우주 공간이 액체로 가득 찬 이른바 '액체 우주'(Fluidic space)에서 살고 있다. 바이오 쉽 콘솔은 그냥 무늬만 그려져 있어 의미를 알 수가 없지만, 8472끼리는 알고 있는 듯하다.
바이오 쉽 1척으로 보그 큐브 1척을 파괴할 수 있다. 또한, 바이오 쉽 8척이 하나가 되면 행성 1개를 파편으로 만들어 버릴 수 있다.
때문에 보그와 스피시즈 8472 간에 전쟁이 일어났고, 보그들은 USS 보이저 (NCC-74656)와 동맹을 맺는다. 이후 캐서린 제인웨이, 차코테, 투박, 해리 김, 세븐 오브 나인(7/9) 등이 공동으로 생물학 탄두를 만들어 내고, 보그는 보이저의 무기 부분을 개조한다. 처음에는 보그가 패배하나 액체 우주에서의 전투에서는 보그가 승리한다. 이후 17척의 생체 함선을 생물학 탄두로 파괴한다.

## 스타 트렉 온라인에 나오는 8472의 함선
스타 트렉 온라인에서는 이들을 언딘(Undine)이라 칭한다. 함선은 다음과 같다.
1. 다흐우트급 프리깃함(Dahut Frigate)
2. 나이코르 순양함(Nicor Cruiser); 스타 트렉에 나오는 8472의 그것과 같다.
3. 바일라 전투함(Vila Battleship)
4. 테티스급 드레드노트함(Tethys Dreadnought); 일명 '행성 파괴자'(Planet Destroyer)라는 별명을 가지고 있다. 스타 트렉에 나오는 그것과 거의 비슷하다.